# 全球产学未来人才培养策略联盟
全球产学未来人才培育策略联盟（UAiTED），是由十六所来自来自新加坡，香港，台湾及马来西亚多所著名大学所组成的大学联盟。此联盟是由学术，盈利和非营利性专业协会及组织组成的战略网络，致力于协助未来人才的准备，晋升和职业发展。
UAiTED专注于三个领域：
- 实习工作
- 教育
- 创新

## 联盟成员
| 院校               | 国家和地区 |
| ------------------ | ---------- |
| 新加坡国立大学     | 新加坡     |
| 新加坡南洋理工大学 | 新加坡     |
| 马来亚大学         | 马来西亚   |
| 拉曼大学           | 马来西亚   |
| 博特拉大学         | 马来西亚   |
| 马来西亚国立大学   | 马来西亚   |
| 马来西亚理科大学   | 马来西亚   |
| 香港科技大学       | 香港       |
| 香港城市大学       | 香港       |
| 国立清华大学       | 台湾       |
| 国立阳明交通大学   | 台湾       |
| 国立成功大学       | 台湾       |
| 国立台湾科技大学   | 台湾       |
| 国立台湾师范大学   | 台湾       |
| 国立中央大学       | 台湾       |
| 國立政治大學       | 台灣       |